# The Captain & the Kid
The Captain & the Kid (engl. für: „Der Kapitän und das Kind“) ist das 28. Studioalbum des britischen Musikers Elton John, das am 18. September 2006 veröffentlicht wurde.

## Hintergrund
Am 23. Mai 1975 erschien Elton Johns Album Captain Fantastic and the Brown Dirt Cowboy. Das Album wurde als eine musikalische Biografie des Lebens von Elton John und Bernie Taupin gesehen.
Seit 2001 versuchte Elton John zu seinen Wurzeln zurückzukehren. Zu diesem Zweck suchte er den Kontakt mit Taupin, mit dem er in den 1970ern als Songwriter-Duo erfolgreich gewesen war. The Captain & the Kid ist konzeptionell das Nachfolgealbum von Captain Fantastic and the Brown Dirt Cowboy und enthält wieder autobiografische Texte. Auch musikalisch sind Rückgriffe zu erkennen, vor allem durch eine besonders intensive Klavierbegleitung und einfachere, eingänglichere Songstrukturen, die im Kontrast stehen zum Einsatz von Streich- und Blasinstrumenten sowie Synthesizern bei vorausgegangenen Alben.
Insgesamt ist dieses Album eine Zusammenstellung aus fröhlichen und gefühlvollen Liedern, wenngleich besonders Balladen im Vordergrund stehen. Thematisch greift das Album vor allem auf amerikanische Motive zurück, sie sollen dem Hörer den Amerikanischen Traum beschreiben. Wouldn’t Have You Any Other Way (NYC) berichtet über die Beziehung von Elton John zur Stadt New York. Im Lied Postcards from Richard Nixon beschreibt Elton John, wie es gewesen war, als er das erste Mal Amerika besuchte.

## Titelliste
1. Postcards from Richard Nixon (Elton John, Bernie Taupin) – 5:14
2. Just Like Noah’s Ark (Elton John, Bernie Taupin) – 5:33
3. Wouldn’t Have You Any Other Way (NYC) (Elton John, Bernie Taupin) – 4:39
4. Tinderbox (Elton John, Bernie Taupin) – 4:26
5. And the House Fell Down (Elton John, Bernie Taupin) – 4:49
6. Blues Never Fade Away (Elton John, Bernie Taupin) – 4:45
7. The Bridge (Elton John, Bernie Taupin) – 3:38
8. I Must Have Lost It on the Wind (Elton John, Bernie Taupin) – 3:53
9. Old ’67 (Elton John, Bernie Taupin) – 4:01
10. The Captain and the Kid (Elton John, Bernie Taupin) – 5:01

## Rezeption
Das Album brachte Elton John wohlwollende Kritik ein. Das Album sei „EJ's best since the Carter years“. Joachim Gauger lobt auf laut.de, dass Elton John „gekonnt auf dem schmalen Grat zwischen Kitsch und süßlich-schöner Melancholie“ balanciere.
Mehrere Kritiker beklagten allerdings die mangelnde Qualität im Vergleich zu Captain Fantastic and the Brown Dirt Cowboy. Mat Snow schreibt beispielsweise für den Guardian, dass den Titeln weniger Inspirationen und damit Authentizität zugrunde lägen, sondern vielmehr einer „Songschmiede“ entsprungen seien. Auch Tim O’Neil unterstreicht, dass das Album dem Anspruch nicht gerecht werde, an Captain Fantastic and the Brown Dirt Cowboy anzuschließen: „It’s obvious they want to recapture what once came so easily to them, it’s obvious they’re hungry for the energy and motivation that once came so easily, but wishing for something and having it be so are two different things.“ Für Stephen Thomas Erlewine von Allmusic ist dies jedoch kein negatives Kriterium – er betont, dass das Werk vielmehr als Fortsetzung des vorausgegangenen Albums betrachtet werden müsse: „It might not quite seem like what a Fantastic sequel should be -- in fact, it seems more like a sequel to its direct predecessor, 2004's Peachtree Road -- but that's hardly a bad thing.“

## Kommerzielle Erfolge
Das Album erreichte in den britischen Charts Platz 6. In den US-Billboard-Charts erreichte es Platz 18, in Deutschland Platz 25. Als Single wurde The Bridge ausgekoppelt, die jedoch keinen nennenswerten Erfolg hatte.